# 群馬グリフィン・レーシングチーム
群馬グリフィン・レーシングチーム（ぐんまグリフィン・レーシングチーム、Gunma Grifin Racing Team）は、群馬県前橋市を本拠地とする自転車ロードレースのプロチームである。

## 歴史
2015年に群馬県初の地域密着型プロロードチームとして誕生。チーム名の「グリフィン」は鷲の上半身にライオンの下半身をもつ伝説上の生物で、力強さと自由を象徴して命名された。群馬県出身の狩野智也が初代キャプテンに就任。監督には狩野の実弟である狩野良太が就任。
1年目よりUCIコンチネンタルチーム登録。
初年度は、狩野智也を中心に9名の選手と1名のサテライト選手で構成されていた。

## チーム陣容
2018年陣容
- 監督 - 狩野良太
- メカニック - 室岡誠

|      | 氏名       | 生年月日              | 所属期間 | 備考                 |
| ---- | ---------- | --------------------- | -------- | -------------------- |
| 選手 | 狩野智也   | 1973年7月23日（51歳） | 2015-    | 競技チームキャプテン |
| 選手 | 宇田川陽平 | 1981年5月11日（43歳） |          |                      |
| 選手 | 川田優作   | 1992年8月7日（32歳）  | 2017-    |                      |
| 選手 | 村田雄耶   | 1997年1月23日（28歳） |          |                      |
| 選手 | 松井大悟   |                       | 2018-    |                      |
| 選手 | 加賀龍治   |                       | 2018-    |                      |

| 2015年陣容 | 2015年陣容 | 2015年陣容     | 2015年陣容                                   |
| 選手名     | 国籍       | 生年月日       | 前年所属チーム                               |
| ---------- | ---------- | -------------- | -------------------------------------------- |
| 狩野智也   | 日本       | 1973年7月23日  | TeamUKYO                                     |
| 管洋介     | 日本       |                | マトリックス・パワータグ                     |
| 普久原奨   | 日本       | 1981年10月15日 | 那須ブラーゼン                               |
| 長沼隆行   | 日本       | 1985年4月16日  | VAXレーシング                                |
| 菅野正明   | 日本       |                | ニールプライド・メンズクラブプロサイクリング |
| 倉林巧和   | 日本       |                |                                              |
| 金子大介   | 日本       |                | ボンシャンス                                 |
| 岸崇仁     | 日本       |                | 湘南ベルマーレロードレーシングチーム         |
| 中井雄策   | 日本       | 1994年11月30日 | TRCパナマレッズ                              |
| 原澤雅年   | 日本       |                | 前橋育英高校                                 |